# Odilon Redon
Odilon Redon (født 22. april 1840, død 6. juli 1916) var en fransk maler og tegner.
Redon interesserede sig for fantasiens virkelighed i protest mod den synlige virkelighed som impressionismen beskæftigede sig med.